# Équipe de Suisse de football en 1989
Cet article présente les résultats de l'équipe de Suisse de football lors de l'année 1989. En juin, elle bat pour la première fois l'équipe du Brésil.

## Bilan
|           | Nombre de matchs | Victoires | Défaites | Matchs nuls | Buts marqués | Buts encaissés |
| Domicile  | 5                | 2         | 2        | 1           | 6            | 6              |
| Extérieur | 4                | 0         | 4        | 0           | 2            | 11             |
| Neutre    | 0                | 0         | 0        | 0           | 0            | 0              |
| Total     | 9                | 2         | 6        | 1           | 8            | 17             |

## Matchs et résultats
| Match amical                             | Hongrie                              | 3 - 0   | Suisse | Néptstadion, Budapest                         |                                               |
| 4 avril 1989 · Historique des rencontres | Détári 22e · Kovács 36e · Bognár 88e | (1 - 0) |        | Spectateurs : 10 000 Arbitrage : Branko Bujić | Spectateurs : 10 000 Arbitrage : Branko Bujić |
| 4 avril 1989 · Historique des rencontres | Rapport                              |         |        | Spectateurs : 10 000 Arbitrage : Branko Bujić | Spectateurs : 10 000 Arbitrage : Branko Bujić |

| Éliminatoires CM 1990                     | Portugal                                | 3 - 1   | Suisse    | Estádio da Luz, Lisbonne                    |                                             |
| 26 avril 1989 · Historique des rencontres | Pinto 49e · Frederico 56e · Paneira 69e | (0 - 0) | 64e Zuffi | Spectateurs : 20 000 Arbitrage : Allan Gunn | Spectateurs : 20 000 Arbitrage : Allan Gunn |
| 26 avril 1989 · Historique des rencontres | Rapport                                 |         |           | Spectateurs : 20 000 Arbitrage : Allan Gunn | Spectateurs : 20 000 Arbitrage : Allan Gunn |

| Éliminatoires CM 1990                   | Suisse  | 0 - 1   | Tchécoslovaquie | Wankdorf, Berne                              |                                              |
| 7 juin 1989 · Historique des rencontres |         | (0 - 1) | 22e Skuhravý    | Spectateurs : 30 000 Arbitrage : Helmut Kohl | Spectateurs : 30 000 Arbitrage : Helmut Kohl |
| 7 juin 1989 · Historique des rencontres | Rapport |         |                 | Spectateurs : 30 000 Arbitrage : Helmut Kohl | Spectateurs : 30 000 Arbitrage : Helmut Kohl |

| Match amical                             | Suisse                | 1 - 0   | Brésil | Stade Saint-Jacques, Bâle                          |                                                    |
| 21 juin 1989 · Historique des rencontres | Türkyılmaz 50e (pen.) | (0 - 0) |        | Spectateurs : 13 000 Arbitrage : John Blankenstein | Spectateurs : 13 000 Arbitrage : John Blankenstein |
| 21 juin 1989 · Historique des rencontres | Rapport               |         |        | Spectateurs : 13 000 Arbitrage : John Blankenstein | Spectateurs : 13 000 Arbitrage : John Blankenstein |

| Éliminatoires CM 1990                         | Suisse                | 1 - 2   | Portugal              | La Maladière, Neuchâtel                               |                                                       |
| 20 septembre 1989 · Historique des rencontres | Türkyılmaz 28e (pen.) | (1 - 0) | 72e Futre · 76e Águas | Spectateurs : 18 400 Arbitrage : Georgios Koukoulakis | Spectateurs : 18 400 Arbitrage : Georgios Koukoulakis |
| 20 septembre 1989 · Historique des rencontres | Rapport               |         |                       | Spectateurs : 18 400 Arbitrage : Georgios Koukoulakis | Spectateurs : 18 400 Arbitrage : Georgios Koukoulakis |

| Éliminatoires CM 1990                       | Suisse                    | 2 - 2   | Belgique                         | Stade Saint-Jacques, Bâle                      |                                                |
| 11 octobre 1989 · Historique des rencontres | Knup 51e · Türkyılmaz 60e | (0 - 0) | 59e De Grijse · 72e (csc) Geiger | Spectateurs : 5 000 Arbitrage : Lajos Hartmann | Spectateurs : 5 000 Arbitrage : Lajos Hartmann |
| 11 octobre 1989 · Historique des rencontres | Rapport                   |         |                                  | Spectateurs : 5 000 Arbitrage : Lajos Hartmann | Spectateurs : 5 000 Arbitrage : Lajos Hartmann |

| Éliminatoires CM 1990                       | Tchécoslovaquie                         | 3 - 0   | Suisse | Letenský Stadion, Prague                  |                                           |
| 25 octobre 1989 · Historique des rencontres | Skuhravý 17e · Bílek 87e · Moravčík 88e | (1 - 0) |        | Spectateurs : 33 759 Arbitrage : Eero Aho | Spectateurs : 33 759 Arbitrage : Eero Aho |
| 25 octobre 1989 · Historique des rencontres | Rapport                                 |         |        | Spectateurs : 33 759 Arbitrage : Eero Aho | Spectateurs : 33 759 Arbitrage : Eero Aho |

| Éliminatoires CM 1990                        | Suisse                      | 2 - 1   | Luxembourg | Espenmoos, Saint-Gall                             |                                                   |
| 15 novembre 1989 · Historique des rencontres | Bonvin 54e · Türkyılmaz 62e | (0 - 1) | 14e Malget | Spectateurs : 2 500 Arbitrage : Ovadia Ben Itzhak | Spectateurs : 2 500 Arbitrage : Ovadia Ben Itzhak |
| 15 novembre 1989 · Historique des rencontres | Rapport                     |         |            | Spectateurs : 2 500 Arbitrage : Ovadia Ben Itzhak | Spectateurs : 2 500 Arbitrage : Ovadia Ben Itzhak |

| Match amical                                 | Espagne                        | 2 - 1   | Suisse   | Heliodoro Rodríguez López, Santa Cruz de Tenerife |                                                   |
| 13 décembre 1989 · Historique des rencontres | Míchel 42e (pen.) · Felipe 61e | (1 - 0) | 47e Knup | Spectateurs : 22 000 Arbitrage : Rosario Lo Bello | Spectateurs : 22 000 Arbitrage : Rosario Lo Bello |
| 13 décembre 1989 · Historique des rencontres | Rapport                        |         |          | Spectateurs : 22 000 Arbitrage : Rosario Lo Bello | Spectateurs : 22 000 Arbitrage : Rosario Lo Bello |